# Arturo Hohl
Arturo Hohl, auch Arturo Holh (geb. vor 1928; gest. nach 1929) war ein uruguayischer Fußballspieler.

## Verein
Mittelstürmer Hohl, der zunächst für Artesano de Colonia spielte, gehörte von 1928 bis 1929 dem Kader des Club Atlético Peñarol an. Dort wurde er in beiden Jahren mit seinem Verein jeweils Uruguayischer Meister in der Primera División. 1928 gewann er mit den Aurinegros zudem die Copa Mirurgia. Peñarol konnte im Jahr 1929 überdies den Sieg bei der Copa Rio de la Plata, der Copa José Piendibene, der Copa Petit Versailles und der Copa Inocencio Chains feiern. Die Zeitung La Tribuna Popular führte ihn anlässlich eines Berichts vom 15. Oktober 1929 im Nachgang zum zwei Tage zuvor ausgespielten Clásico unter der Schreibweise Holh und mit dem Hinweis, dass dieser eingesetzte Spieler der Reserve zuzurechnen sei. Auch Álvarez nutzt diese Schreibweise und erwähnt diesen nach seiner Auskunft nur kurzzeitig in Erscheinung tretenden Spieler als Torschützen zum 1:0-Sieg in der Ligabegegnung vom 1. September 1929 gegen Bella Vista.

## Nationalmannschaft
Hohl spielte zudem für die uruguayische A-Nationalmannschaft. Für diese bestritt er 1928 zwei Spiele. Dies waren die Begegnungen am 15. August sowie 19. August 1928, bei denen jeweils Paraguay der Gegner war.

## Erfolge
- Uruguayischer Meister (1928, 1929)